# Алиф с малой персидской цифрой 2 сверху
ݳ (алиф с малой персидской цифрой 2 сверху) — дополнительная буква арабского алфавита, используемая в языке бурушаски на основе арабской письменности. Образовалася от буквы алиф (ا) путём добавления уменьшенной персидской цифры 2 (٢) над ним.

## Применение
ݳ — вторая буква языка-изолята бурушаски, где обозначает звук [a].

### Формы
Поскольку алиф с малой персидской цифрой 2 сверху никогда не стоит в начале или середине слова, он имеет лишь финальную форму — ـݳ.